# Sebastian Hölz
Sebastian Hölz (* 6. November 1972 in Ravensburg) ist ein deutscher Schauspieler und Synchronsprecher.

## Leben
Hölz studierte zwischen 1994 und 1998 Schauspiel am Mozarteum in Salzburg. Nach seinem Hochschulabschluss spielte er u. a. am Schauspielhaus Zürich und am Landestheater Linz, bevor er 2003 ans Staatstheater Nürnberg wechselte.
Von 2006 bis 2008 spielte Hölz den Streifenpolizisten Ben Kessler in der ARD-Vorabendserie Großstadtrevier. Von Oktober 2010 bis Mai 2011 war er in der Sat.1-Soap „Hand aufs Herz“ in der Rolle des Konrektors Julian Götting zu sehen. 2012–2013 spielte er die Nebenrolle des Architekten Lars Klingenthal in der Daily-Soap Gute Zeiten, schlechte Zeiten.
Nachdem Hölz zwischen 2015 und 2017 mit Theresia Walsers Farce Ich bin wie Ihr – ich liebe Äpfel in der Regie Hans Hollmanns auf Tournee war, war er im Sommer 2017 erstmals bei den Störtebeker-Festspielen auf Rügen zu sehen. 2018 trat  er am Theater an der Kö in Düsseldorf in Moritz Rinkes Wir lieben und wissen nichts auf, 2022 war er am Stadttheater Bremerhaven als Don Pedro in William Shakespeares Komödie Viel Lärm um nichts in der Regie von Kay Neumann zu sehen.
2023 übernahm Hölz bei den Sommerfestspielen des Landestheaters Oberpfalz auf Burg Leuchtenberg die Titelrolle in Hugo von Hofmannsthals Jedermann, 2024 spielt er dort den Milchmann Tevje im Musical Anatevka.
Hölz lebt in Berlin und Mecklenburg-Vorpommern. Er ist Vater eines Sohnes.

## Filmografie (Auswahl)
- 1997: Die Neue – Eine Frau mit Kaliber
- 1998: Medicopter 117 – Jedes Leben zählt
- 1999: Kommissar Rex
- 2000: Usfahrt – Joy Ride
- 2001: SOKO Kitzbühel
- 2002: Rauchen wir noch eine
- 2002: Mademoiselle Else
- 2007–2008: Großstadtrevier (32 Folgen)
- 2009: Die Geschlechtskrieger
- 2010–2011: Hand aufs Herz (152 Folgen)
- 2012: Alarm für Cobra 11 – Die Autobahnpolizei: Die Nervensäge
- 2012: Notruf Hafenkante – Recht und Gerechtigkeit
- 2012–2013: Gute Zeiten, schlechte Zeiten
- 2014: Axel der Held
- 2015: Die Geschlechtskriegerinnen
- 2016: Josephine Klick – allein unter Cops
- 2019: Friedrich-Naumann-Stiftung, „Clap for crab“
- 2019: Alles was zählt
- 2019: Axel der Held

## Theater (Auswahl)
- 1998: Schauspielhaus Zürich, Leonce und Lena, Georg Büchner, Regie: Nicolai Sykosch
- 1999: Landestheater Linz, Der Sturm, William Shakespeare, Regie: Dagmar Schlingmann
- 2000: Landestheater Linz, Kabale und Liebe, Friedrich Schiller, Regie: Dominik von Gunten
- 2003: Staatstheater Nürnberg, Das Fest, Thomas Vinterberg, Regie: Albert Lang
- 2004: Staatstheater Nürnberg, Drei Schwestern, Anton Tschechow, Regie: Klaus Kusenberg
- 2005: Staatstheater Nürnberg, Mutter Courage, Bertolt Brecht, Regie: Georg Schmiedleitner
- 2006: Staatstheater Nürnberg, Sommernachtstraum, William Shakespeare, Regie: Cornelia Crombholz
- 2010: Städtische Bühnen Osnabrück, Julius Cäsar, William Shakespeare, Regie: Wolfram Apprich
- 2015–2017: Tourneetheater Landgraf, Ich bin wie Ihr – ich liebe Äpfel, Theresia Walser, Regie: Hans Hollmann
- 2017: Störtebeker Festspiele Rügen: Im Schatten des Todes, Regie: Marco Bahr
- 2018: Düsseldorf, Theater an der Kö, Wir lieben und wissen nichts, Moritz Rinke, Regie: René Heinersdorff
- 2022: Stadttheater Bremerhaven, Viel Lärm um nichts, William Shakespeare, Regie: Kay Neumann
- 2023: Sommerfestspiele Landestheater Oberpfalz, Jedermann, Hugo v. Hofmannsthal, Regie: Christian A. Schnell
- 2024: Sommerfestspiele Landestheater Oberpfalz, Anatevka, Jerry Bock/Joseph Stein/Sheldon Harnick, Regie: Christian A. Schnell